# Torneo Internazionale Femminile Città di Grado 2014 - Doppio
Il doppio del torneo di tennis Torneo Internazionale Femminile Città di Grado 2014, facente parte della categoria ITF Women's Circuit, ha avuto come vincitrici Verónica Cepede Royg e Stephanie Vogt che hanno battuto in finale Lara Arruabarrena e Florencia Molinero con il punteggio di 6–4, 6–2.

## Teste di serie
1. Verónica Cepede Royg /  Stephanie Vogt (Campionesse)
2. Lara Arruabarrena /  Florencia Molinero (finale)

1. Louisa Chirico /  Asia Muhammad (semifinali)
2. Giulia Gatto-Monticone /  Anastasia Grymalska (semifinali)

## Tabellone

### Legenda
| - Q = Qualificato - WC = Wild card - LL = Lucky loser | - ALT = Alternate - SE = Special Exempt - PR = Protected Ranking | - w/o = Walkover - r = Ritirato - d = Squalificato |